# Henry Gilman

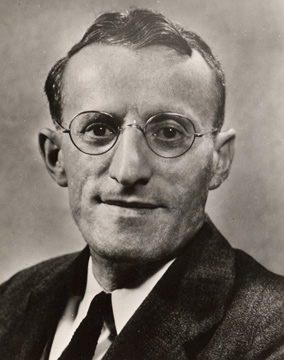
Henry Gilman

Henry Gilman (* 19. Mai 1893 in Boston; † 7. November 1986) war ein US-amerikanischer Chemiker, dessen Forschungsschwerpunkt auf dem Gebiet der Organometallchemie lag.

## Leben und Werk
Gilman erwarb seinen Bachelor an der Harvard University und wurde dort 1918 von Elmer Peter Kohler mit der Arbeit I. Some reactions of alpha bromo ketonic esters. II. Phenyl esters of oxalic acid. III. Contribution to aliphatic diazo chemistry promoviert. Von 1919 bis 1962 hatte er eine Professur für Chemie an der Iowa State University inne. 1945 wurde er in die National Academy of Sciences gewählt. 
Gilman veröffentlichte über 1000 Forschungspublikationen, davon mehr als die Hälfte nach 1947, als er wegen eines Glaukoms und sich ablösender Retina erblindete. Seine sehende Ehefrau Ruth unterstützte ihn über einen Zeitraum von vierzig Jahren in seiner Arbeit.

## Gilman-Reagenz
Henry Gilman ist heute bekannt für das nach ihm benannte Reagenz, R2CuLi:
{\displaystyle \mathrm {2RLi+CuI\rightarrow R_{2}CuLi+LiI} }

mit Diethylether oder Tetrahydrofuran (THF) als Zusatz während der Reagenz-Bildung.
Mit THF als Zusatzstoff ist R2CuLi in der Lage, Halogene (Cl, Br, I) in organischen Verbindungen durch R zu ersetzen – nur Fluor-Atome können damit nicht durch R ersetzt werden.
Die Gilman-Reagenzien waren die ersten organometallischen Verbindungen, die in Kupplungsreaktionen verwendet wurden. Im Englischen sind sie auch als organocuprate bekannt.